# Book of Love (album)
Pour les articles homonymes, voir Book of Love.
 (mai 2017).
Si vous disposez d'ouvrages ou d'articles de référence ou si vous connaissez des sites web de qualité traitant du thème abordé ici, merci de compléter l'article en donnant les références utiles à sa vérifiabilité et en les liant à la section « Notes et références ».
Albums de Book of Love
Lullaby
(1988)
Singles
1. Boy
Sortie : 1985
2. I Touch Roses
Sortie : 25 septembre 1985
3. You Make Me Feel So Good
Sortie : 30 juillet 1986
4. Modigliani (Lost in your Eyes)
Sortie : Avril 1987

Book of Love est le premier album du groupe éponyme de synthpop américain Book of Love, sorti le 1er avril 1986.

## Liste des titres
Toutes les chansons sont écrites et composées par Jade Lee, Susan Ottaviano, Theodore Ottaviano, sauf annotation.
| A1. | Modigliani (Lost in Your Eyes) | 4:02 |
| A2. | You Make Me Feel So Good       | 4:02 |
| A3. | Still Angry                    | 3:23 |
| A4. | White Lies                     | 3:53 |
| A5. | Lost Souls                     | 4:52 |
| A6. | Late Show                      | 3:38 |

| B1. | I Touch Roses                                 | 3:27 |
| B2. | Yellow Sky                                    | 4:45 |
| B3. | Boy                                           | 3:00 |
| B4. | Happy Day                                     | 2:33 |
| B5. | Die Matrosen (Klaudia Schiff, Marlene Marder) | 3:07 |
| B6. | Book of Love                                  | 4:35 |

Note
- Le titre B5 (no 11 sur le CD), Die Matrosen, est initialement enregistré par le groupe Liliput en 1980.

| Titres bonus - Réédition CD (Sire Records, Novembre 1988) et édition digitale | Titres bonus - Réédition CD (Sire Records, Novembre 1988) et édition digitale | Titres bonus - Réédition CD (Sire Records, Novembre 1988) et édition digitale | Titres bonus - Réédition CD (Sire Records, Novembre 1988) et édition digitale | Titres bonus - Réédition CD (Sire Records, Novembre 1988) et édition digitale | Titres bonus - Réédition CD (Sire Records, Novembre 1988) et édition digitale | Titres bonus - Réédition CD (Sire Records, Novembre 1988) et édition digitale | Titres bonus - Réédition CD (Sire Records, Novembre 1988) et édition digitale | Titres bonus - Réédition CD (Sire Records, Novembre 1988) et édition digitale | Titres bonus - Réédition CD (Sire Records, Novembre 1988) et édition digitale |
| No                                                                            | Titre                                                                         | Durée                                                                         |                                                                               |                                                                               |                                                                               |                                                                               |                                                                               |                                                                               |                                                                               |
| ----------------------------------------------------------------------------- | ----------------------------------------------------------------------------- | ----------------------------------------------------------------------------- | ----------------------------------------------------------------------------- | ----------------------------------------------------------------------------- | ----------------------------------------------------------------------------- | ----------------------------------------------------------------------------- | ----------------------------------------------------------------------------- | ----------------------------------------------------------------------------- | ----------------------------------------------------------------------------- |
| 13.                                                                           | Modigliani (Lost in Your Eyes) (I Dream of Jeanne mix)                        | 7:46                                                                          |                                                                               |                                                                               |                                                                               |                                                                               |                                                                               |                                                                               |                                                                               |
| 14.                                                                           | Modigliani (Requiem Mass)                                                     | 4:02                                                                          |                                                                               |                                                                               |                                                                               |                                                                               |                                                                               |                                                                               |                                                                               |
| 15.                                                                           | You Make Me Feel So Good (Flutter mix)                                        | 6:06                                                                          |                                                                               |                                                                               |                                                                               |                                                                               |                                                                               |                                                                               |                                                                               |
| 16.                                                                           | I Touch Roses (Long Stemmed version)                                          | 5:46                                                                          |                                                                               |                                                                               |                                                                               |                                                                               |                                                                               |                                                                               |                                                                               |
| 17.                                                                           | Boy (Extended mix)                                                            | 4:29                                                                          |                                                                               |                                                                               |                                                                               |                                                                               |                                                                               |                                                                               |                                                                               |
| 73:26                                                                         |                                                                               |                                                                               |                                                                               |                                                                               |                                                                               |                                                                               |                                                                               |                                                                               |                                                                               |

| Disque bonus (CD2) - Réédition double CD remasterisée (Noble Rot Records, Juin 2009) | Disque bonus (CD2) - Réédition double CD remasterisée (Noble Rot Records, Juin 2009) | Disque bonus (CD2) - Réédition double CD remasterisée (Noble Rot Records, Juin 2009) | Disque bonus (CD2) - Réédition double CD remasterisée (Noble Rot Records, Juin 2009) | Disque bonus (CD2) - Réédition double CD remasterisée (Noble Rot Records, Juin 2009) | Disque bonus (CD2) - Réédition double CD remasterisée (Noble Rot Records, Juin 2009) | Disque bonus (CD2) - Réédition double CD remasterisée (Noble Rot Records, Juin 2009) | Disque bonus (CD2) - Réédition double CD remasterisée (Noble Rot Records, Juin 2009) | Disque bonus (CD2) - Réédition double CD remasterisée (Noble Rot Records, Juin 2009) | Disque bonus (CD2) - Réédition double CD remasterisée (Noble Rot Records, Juin 2009) |
| No                                                                                   | Titre                                                                                | Durée                                                                                |                                                                                      |                                                                                      |                                                                                      |                                                                                      |                                                                                      |                                                                                      |                                                                                      |
| ------------------------------------------------------------------------------------ | ------------------------------------------------------------------------------------ | ------------------------------------------------------------------------------------ | ------------------------------------------------------------------------------------ | ------------------------------------------------------------------------------------ | ------------------------------------------------------------------------------------ | ------------------------------------------------------------------------------------ | ------------------------------------------------------------------------------------ | ------------------------------------------------------------------------------------ | ------------------------------------------------------------------------------------ |
| 1.                                                                                   | Happy Day (live)                                                                     | 3:00                                                                                 |                                                                                      |                                                                                      |                                                                                      |                                                                                      |                                                                                      |                                                                                      |                                                                                      |
| 2.                                                                                   | You Make Me Feel So Good (demo)                                                      | 2:57                                                                                 |                                                                                      |                                                                                      |                                                                                      |                                                                                      |                                                                                      |                                                                                      |                                                                                      |
| 3.                                                                                   | Lost Souls (demo)                                                                    | 4:09                                                                                 |                                                                                      |                                                                                      |                                                                                      |                                                                                      |                                                                                      |                                                                                      |                                                                                      |
| 4.                                                                                   | Boy (demo)                                                                           | 3:06                                                                                 |                                                                                      |                                                                                      |                                                                                      |                                                                                      |                                                                                      |                                                                                      |                                                                                      |
| 5.                                                                                   | I Touch Roses (Full Bloom Version)                                                   | 5:38                                                                                 |                                                                                      |                                                                                      |                                                                                      |                                                                                      |                                                                                      |                                                                                      |                                                                                      |
| 6.                                                                                   | Modigliani (instrumental)                                                            | 4:03                                                                                 |                                                                                      |                                                                                      |                                                                                      |                                                                                      |                                                                                      |                                                                                      |                                                                                      |
| 7.                                                                                   | White Lies (demo)                                                                    | 3:12                                                                                 |                                                                                      |                                                                                      |                                                                                      |                                                                                      |                                                                                      |                                                                                      |                                                                                      |
| 8.                                                                                   | I Touch Roses (demo)                                                                 | 3:05                                                                                 |                                                                                      |                                                                                      |                                                                                      |                                                                                      |                                                                                      |                                                                                      |                                                                                      |
| 9.                                                                                   | We Three Kings (J. Henry Hopkins Jr., Book of Love)                                  | 3:19                                                                                 |                                                                                      |                                                                                      |                                                                                      |                                                                                      |                                                                                      |                                                                                      |                                                                                      |
| 10.                                                                                  | Boy (dub)                                                                            | 5:04                                                                                 |                                                                                      |                                                                                      |                                                                                      |                                                                                      |                                                                                      |                                                                                      |                                                                                      |
| 11.                                                                                  | Boy (live)                                                                           | 2:43                                                                                 |                                                                                      |                                                                                      |                                                                                      |                                                                                      |                                                                                      |                                                                                      |                                                                                      |
| 40:10                                                                                |                                                                                      |                                                                                      |                                                                                      |                                                                                      |                                                                                      |                                                                                      |                                                                                      |                                                                                      |                                                                                      |

Notes
- Le disque 1 reprend les 12 morceaux remastérisés de l'édition originale (vinyle LP) avec le titre no 5, Lost Souls, plus long que sa version originale (5:25).
- Les démos datent de 1984-1985.

## Crédits

### Membres du groupe
- Susan Ottaviano : chant
- Ted Ottaviano : claviers, chœurs, piano, carillon tubulaire, mélodica
- Jade Lee : claviers, percussions (électronique et acoustique), chœurs
- Lauren Roselli : claviers, chœurs

### Équipes technique et production
- Production : Ivan Ivan
- Programmation, arrangements : Book Of Love
- Mastering : Ted Jensen
- Mixage : Jim Dougherty
- Ingénierie : Steve Peck
- Ingénierie (assistants) : Greg LaPorta, Mark Roule
- Direction artistique, Design : Nick Egan
- Artwork : Herbert Lee, Stephen Tashjian
- Photographie : Michael Halsband